# Socha svatého Jana Nepomuckého (Rohovládova Bělá)
Pískovcová socha svatého Jana Nepomuckého se nalézá u plotu u komunikace odbočující ze silnice II/211 v obci Rohovládova Bělá do obce Vyšehněvice.

## Dějiny
Socha svatého Jana Nepomuckého byla věnována Annou Novákovou z Bělé v roce 1892.

## Popis
Socha světce je umístěna těsně u domu čp. 97. Na hranolovém podstavci nahoře profilovaném stojí uzší pilíř, zakončený nahoře profilovanou římsou. Na čelní straně pilíře se nalézá ve vyhloubeném rámečku zlacený reliéf Panny Marie.
Na římse stojí na nízkém soklu socha světce v podživotní velikosti. Světec je oděn v tradičním kanovnickém rouchu s biretem na hlavě. V levé ruce drží kříž a okolo hlavy má svatozář s pěti zlatými hvězdami.

## Galerie

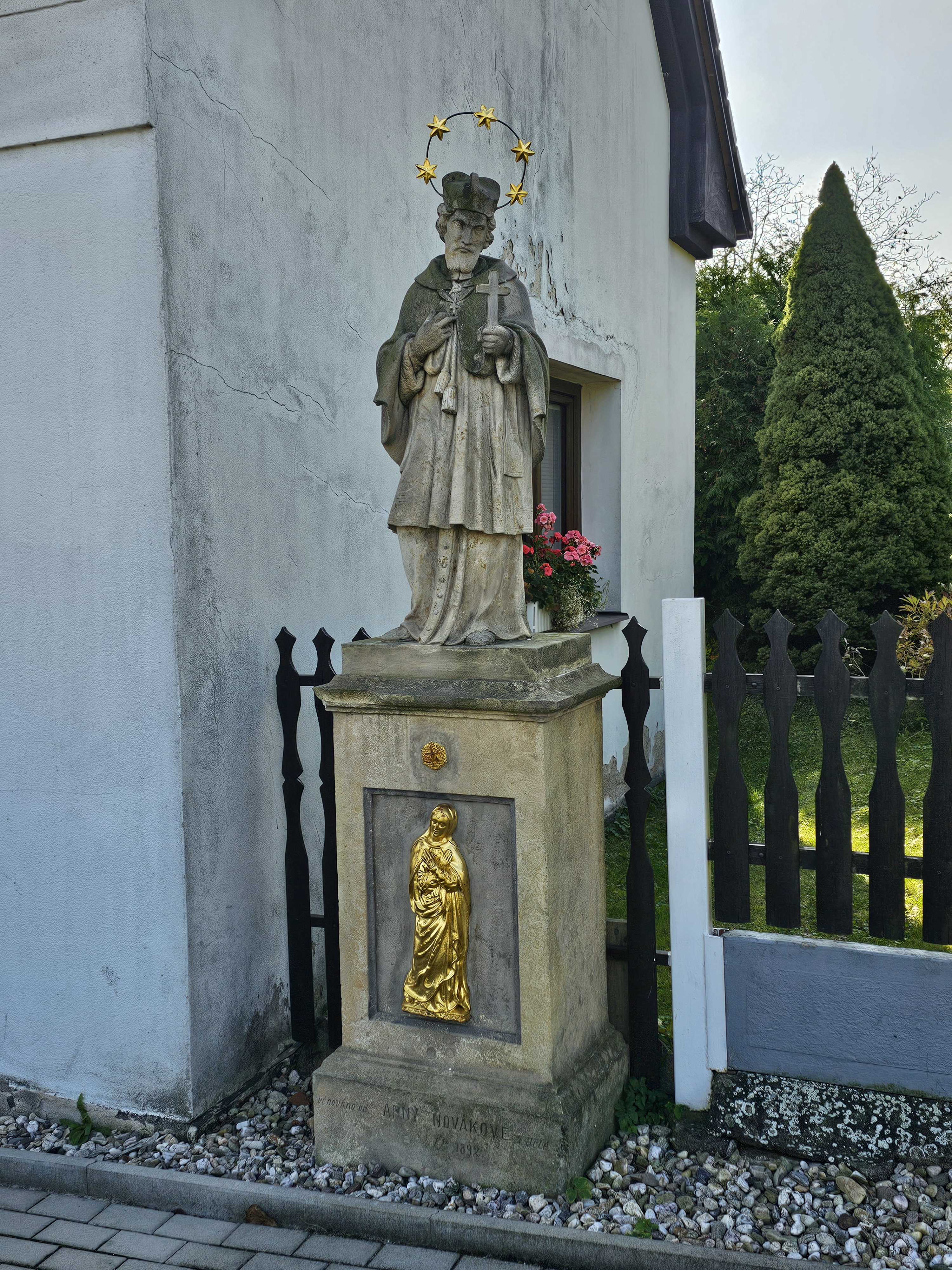
Socha svatého Jana Nepomuckého (Rohovládova Bělá) - stav v roce 2024